# 1783
Il 1783 (MDCCLXXXIII in numeri romani) è un anno  del XVIII secolo.

## Eventi
- 3 febbraio – La Spagna riconosce l'indipendenza degli Stati Uniti d'America.
- 4 febbraio – La Gran Bretagna dichiara di volere cessare le ostilità con gli Stati Uniti.
- 5 febbraio – Un forte terremoto distrugge la città vecchia di Reggio Calabria, che verrà così ricostruita in stile ottocentesco. Vi sono gravi danni anche a Messina, con circa 700 vittime.
- 19 aprile – La Crimea viene annessa alla Russia da Caterina II.
- 8 giugno – Il vulcano Laki, in Islanda, comincia la sua eruzione che causerà la morte di 9.350 persone.
- 24 luglio – Viene firmato il trattato di Georgievsk tra l'Impero russo e il Regno di Cartalia-Cachezia (Georgia), che diventa protettorato russo.
- 3 settembre – Con la firma del Trattato di Versailles ha termine la guerra di indipendenza americana. La Gran Bretagna riconosce l'indipendenza degli Stati Uniti d'America.
- 25 novembre – Le ultime truppe di occupazione britanniche abbandonano New York.
- In un discorso all'Università di Jena, Johan Jakob Griesbach accenna per la prima volta alla sua ipotesi sulla soluzione del problema sinottico.

## Cultura e società
- 4 giugno – I fratelli Montgolfier compiono il primo volo in mongolfiera.
- Pubblicazione dei Prolegomeni ad ogni metafisica futura che vorrà presentarsi come scienza di Immanuel Kant.
- Prima esecuzione della Messa in Do minore K 427 composta da Wolfgang Amadeus Mozart.

## Nati

### Gennaio
- 2 gennaio - Christoffer Wilhelm Eckersberg, pittore danese († 1853)
- 6 gennaio - Giuseppe Ugolini, cardinale italiano († 1867)
- 7 gennaio - Francesco Carlini, astronomo, geodeta e meteorologo italiano († 1862)
- 10 gennaio - William Cavendish, politico inglese († 1812)
- 12 gennaio - Erik Gustaf Geijer, scrittore, storico e compositore svedese († 1847)
- 14 gennaio - Wilson Lumpkin, politico statunitense († 1870)
- 15 gennaio - Giovanni Casoni, ingegnere, storico e archeologo italiano († 1857)
- 15 gennaio - Giuseppe Maria Maniscalco, vescovo cattolico italiano († 1855)
- 16 gennaio - Jean-Baptiste Bouvier, vescovo cattolico e teologo francese († 1854)
- 17 gennaio - Giovanni Battista Carta, patriota e rivoluzionario italiano († 1871)
- 17 gennaio - Pedro Gual, politico e diplomatico venezuelano († 1862)
- 20 gennaio - Friedrich Dotzauer, violoncellista e compositore tedesco († 1860)
- 21 gennaio - Charles Léopold Laurillard, naturalista francese († 1853)
- 23 gennaio - Stendhal, scrittore e letterato francese († 1842)
- 26 gennaio - Augusta Leigh, nobile britannica († 1851)
- 26 gennaio - Helmina von Chézy, scrittrice, librettista e giornalista tedesca († 1856)
- 29 gennaio - Vasilij Andreevič Žukovskij, poeta e traduttore russo († 1852)
- 31 gennaio - Gaud Amable Hugon, ammiraglio e senatore francese († 1862)

### Febbraio
- 1º febbraio - André Dupin, giurista, avvocato e politico francese († 1865)
- 2 febbraio - Carlo Federico di Sassonia-Weimar-Eisenach, sovrano tedesco († 1853)
- 2 febbraio - Antonio Crivelli, fisico italiano († 1829)
- 4 febbraio - Eugène de Planard, drammaturgo e librettista francese († 1853)
- 13 febbraio - Władysław Grzegorz Branicki, generale polacco († 1843)
- 13 febbraio - Hugh Fortescue, II conte di Fortescue, politico inglese († 1861)
- 13 febbraio - Guglielmo Pepe, generale, patriota e storico italiano († 1855)
- 17 febbraio - Sergej Sergeevič Golicyn, ufficiale russo († 1833)
- 18 febbraio - Gabriele Rossetti, poeta, critico letterario e patriota italiano († 1854)
- 21 febbraio - Michelangelo Castagna, medico e patriota italiano († 1865)
- 21 febbraio - Domenico Lo Faso Pietrasanta, architetto, archeologo e letterato italiano († 1863)
- 21 febbraio - Francesco Serra-Cassano, cardinale, arcivescovo cattolico e diplomatico italiano († 1850)
- 21 febbraio - Fëdor Petrovič Tolstoj, pittore e scultore russo († 1873)
- 21 febbraio - Caterina di Württemberg, sovrana († 1835)
- 24 febbraio - Giuseppe Rivelli, poeta e letterato italiano († 1860)
- 26 febbraio - Federico Cocastelli di Montiglio, letterato italiano († 1847)
- 28 febbraio - Alexis Billiet, cardinale e politico italiano († 1873)

### Marzo
- 8 marzo - Hannah Van Buren, first lady statunitense († 1819)
- 13 marzo - Emanuele Francica Pancali, patriota italiano († 1868)
- 16 marzo - Giuseppe Amante, medico e patriota italiano († 1868)
- 18 marzo - Luigi Minichini, patriota e presbitero italiano († 1861)
- 18 marzo - Francesco Orioli, scienziato, fisico e filosofo italiano († 1856)
- 20 marzo - William Price Hunt, statunitense († 1842)
- 25 marzo - Jean-Baptiste Paulin Guérin, pittore francese († 1855)
- 28 marzo - Friedrich Wilhelm Leopold Pfeil, naturalista tedesco († 1859)
- 30 marzo - Antonio Benci, scrittore, traduttore e storico italiano († 1843)

### Aprile
- 3 aprile - Simon-Jude Honnorat, storico, linguista e naturalista francese († 1852)
- 3 aprile - Washington Irving, scrittore statunitense († 1859)
- 5 aprile - Vincenzo Raffaelli, artista italiano († 1865)
- 6 aprile - Johann Andreas Buchner, farmacologo tedesco († 1852)
- 6 aprile - Samuel Lovett Waldo, pittore statunitense († 1861)
- 8 aprile - John Claudius Loudon, botanico e architetto del paesaggio scozzese († 1843)
- 9 aprile - Karl Georg von Raumer, geologo, educatore e mineralogista tedesco († 1865)
- 10 aprile - Ortensia di Beauharnais, regina francese († 1837)
- 16 aprile - Gioacchina de Vedruna, religiosa spagnola († 1854)
- 22 aprile - Nicolas Brazier, poeta, cantautore e drammaturgo francese († 1838)
- 22 aprile - Antonio Coppi, presbitero, storico e archeologo italiano († 1870)
- 24 aprile - John Floyd, politico e militare statunitense († 1837)
- 26 aprile - Ferdinando d'Assia-Homburg, nobile († 1866)
- 26 aprile - Martino Orsino, vescovo cattolico italiano († 1860)
- 28 aprile - John Lee, astronomo, matematico e numismatico britannico († 1866)

### Maggio
- 1º maggio - Vicente Rocafuerte, politico ecuadoriano († 1847)
- 3 maggio - José de la Riva Agüero, politico peruviano († 1858)
- 4 maggio - Joseph Wanton Morrison, militare britannico († 1826)
- 7 maggio - Miguel Estanislao Soler, generale e politico argentino († 1849)
- 8 maggio - Thomas Bibb, politico statunitense († 1839)
- 10 maggio - Nicola Benvenuti, organista e compositore italiano († 1867)
- 13 maggio - Ferdinánd Zichy, politico ungherese († 1862)
- 14 maggio - Giuseppe Jappelli, ingegnere e architetto italiano († 1852)
- 18 maggio - Johann Jakob Hottinger, storico svizzero († 1860)
- 22 maggio - William Sturgeon, fisico e inventore britannico († 1850)
- 23 maggio - Paisij Sergeevič Kajsarov, generale russo († 1844)
- 27 maggio - Luigi Frezza, cardinale e arcivescovo cattolico italiano († 1837)
- 29 maggio - Benedetto Pistrucci, medaglista italiano († 1855)
- 30 maggio - Ernst Gottlieb von Steudel, botanico e medico tedesco († 1856)

### Giugno
- 6 giugno - María Luisa de Borbón y Vallabriga, nobile spagnola († 1846)
- 8 giugno - Pattimura, militare e rivoluzionario indonesiano († 1817)
- 9 giugno - Benjamin Collins Brodie, chirurgo e fisiologo inglese († 1862)
- 11 giugno - Charles Bataillard, militare italiano († 1861)
- 11 giugno - Marino Marini, presbitero e archivista italiano († 1855)
- 11 giugno - Ryūtei Tanehiko, scrittore giapponese († 1842)
- 14 giugno - Horatio Walpole, III conte di Orford, nobile e politico inglese († 1858)
- 24 giugno - Johann Heinrich von Thünen, economista tedesco († 1850)
- 29 giugno - Adrien de Gasparin, politico e agronomo francese († 1862)

### Luglio
- 1º luglio - Jacques Laurent Favrat de Bellevaux, politico italiano († 1860)
- 3 luglio - Federico Guglielmo Carlo di Prussia, nobile († 1851)
- 5 luglio - Charles-Louis Havas, scrittore, giornalista e traduttore francese († 1858)
- 6 luglio - Frederick Cavendish Ponsonby, militare britannico († 1837)
- 12 luglio - Georgiana Cavendish, nobildonna inglese († 1858)
- 13 luglio - Augusto I di Oldenburg, sovrano tedesco († 1853)
- 16 luglio - Luigi di Anhalt-Köthen-Pleß, nobile tedesco († 1841)
- 16 luglio - Jacopo De Foretti, vescovo cattolico italiano († 1867)
- 18 luglio - Carlo Tommaso di Löwenstein-Wertheim-Rosenberg, nobile e ufficiale austriaco († 1849)
- 19 luglio - Luigi Vitaliano Paulucci di Calboli, politico italiano († 1855)
- 20 luglio - Bernardino Fernández de Velasco y Benavides, politico e scrittore spagnolo († 1851)
- 21 luglio - Carlo Tristano di Montholon, nobile e generale francese († 1853)
- 23 luglio - Karl Chotek von Chotkow, nobile e politico boemo († 1868)
- 24 luglio - Simón Bolívar, generale, patriota e rivoluzionario venezuelano († 1830)
- 24 luglio - Frédéric de Lafresnaye, ornitologo francese († 1841)
- 26 luglio - Giacomo Cordella, compositore italiano († 1847)
- 28 luglio - Pierre Claude François Delorme, pittore e incisore francese († 1859)

### Agosto
- 2 agosto - Domenico Mazzoni, filosofo e presbitero italiano († 1853)
- 4 agosto - Domingo Caycedo, politico colombiano († 1843)
- 7 agosto - Amelia di Hannover, nobile inglese († 1810)
- 7 agosto - Pompeo Marchesi, scultore italiano († 1858)
- 9 agosto - Aleksandra Pavlovna Romanova, nobile russa († 1801)
- 19 agosto - Friedrich Sertürner, farmacista tedesco († 1841)
- 19 agosto - Thomas Sully, pittore britannico († 1872)
- 20 agosto - Alessandro D'Este, scultore italiano († 1826)
- 21 agosto - John Gully, pugile e politico inglese († 1863)
- 24 agosto - Giuseppe Asioli, incisore italiano († 1845)
- 26 agosto - Antonio Bagioli, compositore italiano († 1855)
- 26 agosto - Federigo Zuccari, astronomo italiano († 1817)
- 29 agosto - William Tierney Clark, ingegnere britannico († 1852)
- 31 agosto - Hippolyte Gerbaix de Sonnaz, politico francese († 1871)

### Settembre
- 2 settembre - Raffaello Politi, pittore, architetto e archeologo italiano († 1870)
- 3 settembre - Anne Stanhope, duchessa di Bedford, nobildonna britannica († 1857)
- 4 settembre - Frederic Tudor, mercante statunitense († 1864)
- 8 settembre - Nicolai Frederik Severin Grundtvig, poeta, storico e pedagogo danese († 1872)
- 8 settembre - August Friedrich Schweigger, medico e naturalista tedesco († 1821)
- 9 settembre - Lodovico Menin, abate e storico italiano († 1868)
- 14 settembre - Giuseppe Archinto, VI marchese di Parona, nobile e politico italiano († 1861)
- 17 settembre - Nadežda Andreevna Durova, ufficiale russa († 1866)
- 19 settembre - Johann Gustav Gottlieb Büsching, archivista e storico tedesco († 1829)
- 19 settembre - Elizaveta Michajlovna Kutuzova, nobildonna russa († 1839)
- 23 settembre - Peter von Cornelius, pittore tedesco († 1867)
- 23 settembre - Jane Taylor, poetessa e scrittrice britannica († 1824)
- 27 settembre - Agustín de Iturbide, politico e militare messicano († 1824)
- 29 settembre - Johann Amadeus Wendt, filosofo, compositore e teorico della musica tedesco († 1836)
- 30 settembre - Ranieri Giuseppe d'Asburgo-Lorena, nobile austriaco († 1853)

### Ottobre
- 1º ottobre - Jean-Charles Develly, pittore francese († 1862)
- 5 ottobre - Domenico Simeone Oliva, poeta, letterato e traduttore italiano († 1842)
- 6 ottobre - François Magendie, fisiologo francese († 1855)
- 7 ottobre - Augusto Bozzi Granville, medico e patriota italiano († 1872)
- 7 ottobre - Louis Pierre Louvel, assassino francese († 1820)
- 8 ottobre - Christian Molbech, storico, critico letterario e filologo danese († 1857)
- 9 ottobre - Luigi de Margherita, avvocato, politico e giurista italiano († 1856)
- 14 ottobre - Archibald Primrose, IV conte di Rosebery, nobile e politico britannico († 1868)
- 15 ottobre - Rafael Maroto, politico spagnolo († 1853)
- 17 ottobre - Martin Hamaliar, scrittore e pastore protestante slovacco († 1835)
- 20 ottobre - Cesare Romagnano di Virle, nobile italiano († 1849)
- 21 ottobre - Vasilij Vasil'evič Levašov, generale e politico russo († 1848)
- 22 ottobre - Constantine Samuel Rafinesque-Schmaltz, biologo e archeologo statunitense († 1840)
- 24 ottobre - Ekaterina Semënovna Voroncova, nobildonna russa († 1856)
- 26 ottobre - Claudio Bonoldi, tenore italiano († 1846)
- 29 ottobre - Cesare Sterbini, librettista italiano († 1831)
- 30 ottobre - Alessandro Borgia, italiano († 1872)
- 30 ottobre - Giuseppe Maria di Savoia-Villafranca, nobile e militare francese († 1825)

### Novembre
- 3 novembre - Pierre Toussaint Marcel de Serres de Mesplès, geologo francese († 1862)
- 8 novembre - Jacopo Vincenzo Foscarini, poeta e politico italiano († 1864)
- 11 novembre - Ivan Alekseevič Musin-Puškin, ufficiale russo († 1836)
- 14 novembre - Gaspard Gourgaud, generale francese († 1852)
- 17 novembre - Anton Günther, filosofo austriaco († 1863)
- 18 novembre - Santorre di Santa Rosa, politico, militare e patriota italiano († 1825)
- 23 novembre - Celestino Maria Cocle, arcivescovo cattolico italiano († 1857)
- 27 novembre - Anna Pepoli Sampieri, scrittrice e letterata italiana († 1844)

### Dicembre
- 1º dicembre - Albin Roberts Burt, pittore e miniaturista inglese († 1842)
- 4 dicembre - Christoph Friedrich Otto, botanico tedesco († 1856)
- 6 dicembre - Auguste Caristie, architetto francese († 1862)
- 7 dicembre - Ekaterina Pavlovna Bagration, nobildonna russa († 1857)
- 11 dicembre - Max von Schenkendorf, poeta tedesco († 1817)
- 18 dicembre - Johan Niclas Byström, scultore svedese († 1848)
- 18 dicembre - Luigi Maria Parisio, arcivescovo cattolico italiano († 1854)
- 19 dicembre - Pierre Bourla, architetto e insegnante belga († 1866)
- 19 dicembre - Charles Julien Brianchon, matematico francese († 1864)
- 19 dicembre - Giuseppe Racchetti, poeta, scrittore e storiografo italiano († 1858)
- 21 dicembre - Charles Cathcart, II conte Cathcart, generale scozzese († 1859)
- 23 dicembre - Giovanni Berchet, poeta, scrittore e traduttore italiano († 1851)
- 24 dicembre - Carlos Antonio Carrillo, politico e militare statunitense († 1852)

### Senza giorno specificato
- José María Aguirre, patriota argentino († 1842)
- Francesco Maria Argenti, architetto italiano († 1818)
- Ljubov' Il'inična Bezborodko, nobildonna russa († 1809)
- Alexandre-François Caminade, pittore francese († 1862)
- Carlo Cicognani, medico, scienziato e patriota italiano († 1838)
- Domenico Corti, architetto italiano († 1842)
- Willoughby Cotton, militare britannico († 1860)
- David Cox, pittore e docente britannico († 1859)
- Nicola De Laurentiis, pittore italiano († 1832)
- Et'hem bey Mollaj, nobile albanese († 1846)
- Wenzel Robert von Gallenberg, compositore austriaco († 1839)
- Filippo Galli, basso italiano († 1853)
- Hugh Glass, esploratore statunitense († 1833)
- Auguste du Vergier de La Rochejaquelein, generale francese († 1868)
- Charles-François-Jean-Baptiste Moreau de Commagny, drammaturgo, librettista e cantautore francese († 1832)
- Bento Manuel Ribeiro, militare brasiliano († 1855)
- Ali-paša Rizvanbegović, politico ottomano († 1851)
- Georgios Sachtouris, ammiraglio e politico greco († 1841)
- Robert Sweet, botanico e ornitologo britannico († 1835)
- Benedetto Vulpes, medico italiano († 1855)
- Francesco Antonio Winspeare, militare e politico italiano († 1870)
- Ernst Karl Friedrich Wunderlich, filologo classico tedesco († 1816)

## Morti

### Gennaio
- 2 gennaio - Ignazio Renato Birago di Borgaro, architetto italiano (n. 1721)
- 2 gennaio - Johann Jakob Bodmer, scrittore svizzero (n. 1698)
- 7 gennaio - Giovanni Targioni Tozzetti, medico e naturalista italiano (n. 1712)
- 12 gennaio - Filippo Giovanni Battista Nicolis di Robilant, architetto italiano (n. 1723)
- 14 gennaio - Giacobbe Cervetto, violoncellista italiano (n. 1682)
- 22 gennaio - Hans Ulrich Grubenmann, ingegnere svizzero (n. 1709)
- 31 gennaio - Caffarelli, cantante italiano (n. 1710)
- 31 gennaio - João Cosme da Cunha, cardinale e arcivescovo cattolico portoghese (n. 1715)

### Febbraio
- 6 febbraio - Lancelot Brown, architetto del paesaggio inglese (n. 1716)
- 9 febbraio - Enrico Giuseppe di Auersperg, nobile austriaco (n. 1697)
- 11 febbraio - Johann Andreas Silbermann, organaro tedesco (n. 1712)
- 19 febbraio - Agostino Paradisi, poeta, economista e saggista italiano (n. 1736)
- 19 febbraio - Alfonso Sozy Carafa, vescovo cattolico italiano (n. 1704)
- 23 febbraio - Thomas Howard, XIV conte di Suffolk, nobile e politico britannico (n. 1721)
- 27 febbraio - Vincenzo Bellini, numismatico e presbitero italiano (n. 1708)

### Marzo
- 1º marzo - Thomas Lowe, tenore e attore teatrale inglese (n. 1719)
- 2 marzo - Francisco Salzillo, scultore spagnolo (n. 1707)
- 12 marzo - Valentino Rovisi, pittore italiano (n. 1715)
- 13 marzo - Leopoldo Ernesto Firmian, cardinale e vescovo cattolico austriaco (n. 1708)
- 13 marzo - Alessandro Sappa de' Milanesi, poeta italiano (n. 1717)
- 19 marzo - Frederick Cornwallis, arcivescovo anglicano e teologo inglese (n. 1713)
- 23 marzo - Gaspard Fritz, compositore e violinista svizzero (n. 1716)
- 30 marzo - William Hunter, anatomista scozzese (n. 1718)

### Aprile
- 1º aprile - Georg Friedrich Brander, inventore tedesco (n. 1713)
- 1º aprile - Gilles Hocquart, funzionario francese (n. 1694)
- 7 aprile - Ignaz Holzbauer, compositore austriaco (n. 1711)
- 8 aprile - Carolina Luisa d'Assia-Darmstadt, principessa (n. 1723)
- 13 aprile - Grigorij Grigor'evič Orlov, militare russo (n. 1734)
- 14 aprile - Jacques-Philippe Le Bas, incisore e disegnatore francese (n. 1707)
- 16 aprile - Benedetto Giuseppe Labre, santo francese (n. 1748)
- 16 aprile - Christian Mayer, astronomo e gesuita ceco (n. 1719)
- 17 aprile - Louise d'Épinay, scrittrice francese (n. 1726)
- 19 aprile - Giovanni Carmine Pellerano, arcivescovo cattolico italiano (n. 1702)
- 20 aprile - Franz Anton von Raab, funzionario austriaco (n. 1722)
- 24 aprile - François-Nicolas Lenormand, diplomatico francese (n. 1708)
- 27 aprile - Giuseppe Pozzobonelli, cardinale italiano (n. 1696)
- 28 aprile - Eyre Coote, militare e politico britannico (n. 1726)
- 29 aprile - Bernardo Tanucci, giurista e politico italiano (n. 1698)

### Maggio
- 3 maggio - Ottavio di Hannover, principe inglese (n. 1779)
- 14 maggio - Carl Friedrich von Bassewitz, politico tedesco (n. 1720)
- 16 maggio - William Douglas, IV baronetto, nobile e politico scozzese (n. 1730)
- 18 maggio - Lucrezia Agujari, soprano italiano
- 23 maggio - Juan de García y Montenegro, vescovo cattolico spagnolo (n. 1716)
- 29 maggio - Antonio Francesco Vezzosi, presbitero e biografo italiano (n. 1708)

### Giugno
- 1º giugno - Domingo Elizondo, militare spagnolo
- 2 giugno - Giuseppe Venceslao di Fürstenberg, principe (n. 1728)
- 15 giugno - Ludvig Harboe, teologo e vescovo luterano danese (n. 1709)
- 19 giugno - Henry Lloyd, economista e militare britannico (n. 1720)

### Luglio
- 10 luglio - Adam František Kollár, storico, etnologo e bibliotecario slovacco (n. 1718)
- 21 luglio - Giovanni Battista Rezzonico, cardinale italiano (n. 1740)
- 24 luglio - Teodoro Benedetti, scultore e architetto italiano (n. 1697)
- 27 luglio - Johann Philipp Kirnberger, violinista, clavicembalista e compositore tedesco (n. 1721)

### Agosto
- 5 agosto - Francesco Serao, medico, fisico e geologo italiano (n. 1702)
- 13 agosto - Tichon di Zadonsk, monaco cristiano e vescovo ortodosso russo (n. 1724)
- 13 agosto - Vieira Lusitano, pittore, illustratore e incisore portoghese (n. 1699)
- 18 agosto - John Dunning, I barone Ashburton, politico britannico (n. 1731)
- 19 agosto - Franz Xaver Messerschmidt, scultore tedesco (n. 1736)
- 26 agosto - Sebastiano Ceccarini, pittore italiano (n. 1703)
- 29 agosto - William Wynne Ryland, incisore inglese (n. 1732)

### Settembre
- 1º settembre - Ignazio De Blasi, storico italiano (n. 1717)
- 4 settembre - Francesco Niccolò Gonzaga, marchese (n. 1731)
- 6 settembre - Carlo Bertinazzi, attore teatrale italiano (n. 1710)
- 6 settembre - Pier Francesco Foggini, antiquario, storico e archeologo italiano (n. 1713)
- 6 settembre - Anna Williams, poetessa gallese (n. 1706)
- 18 settembre - Eulero, matematico, fisico e astronomo svizzero (n. 1707)
- 27 settembre - Étienne Bézout, matematico francese (n. 1730)
- 27 settembre - Eustachio Ignazio Capizzi, presbitero, scrittore e teologo italiano (n. 1708)

### Ottobre
- 2 ottobre - Ferdinando di Solms-Braunfels, principe tedesco (n. 1721)
- 5 ottobre - Tommaso Perelli, astronomo italiano (n. 1704)
- 7 ottobre - William Tans'ur, compositore e insegnante inglese (n. 1706)
- 10 ottobre - Henry Brooke, scrittore irlandese (n. 1703)
- 22 ottobre - Gerhard Friedrich Müller, esploratore, storico e etnografo tedesco (n. 1705)
- 29 ottobre - Jean Baptiste Le Rond d'Alembert, matematico, fisico e astronomo francese (n. 1717)
- 31 ottobre - John Spencer, I conte Spencer, politico britannico (n. 1734)

### Novembre
- 1º novembre - Carl von Linné jr., naturalista svedese (n. 1741)
- 3 novembre - Charles Collé, commediografo francese (n. 1709)
- 12 novembre - Pasquale Carcani, letterato e filologo italiano (n. 1721)
- 19 novembre - Jean-Baptiste Perronneau, pittore francese (n. 1715)
- 30 novembre - Giovan Battista Landeschi, presbitero e agronomo italiano (n. 1721)
- 30 novembre - Roman Illarionovič Voroncov, generale e politico russo (n. 1707)

### Dicembre
- 9 dicembre - Vittoria Ligari, pittrice italiana (n. 1713)
- 11 dicembre - Antonio Francesco Bellinzani, compositore italiano
- 15 dicembre - Ahmed bin Sa'id, sovrano omanita (n. 1710)
- 16 dicembre - Bernardo Maria Valera, religioso e poeta italiano (n. 1711)
- 20 dicembre - Antonio Soler, compositore e organista spagnolo (n. 1729)

### Senza giorno specificato
- Cipriano di Alessandria, arcivescovo ortodosso greco (n. 1723)
- Aleksandr Onisimovič Ablesimov, scrittore e librettista russo (n. 1742)
- Matthijs Accama, pittore olandese (n. 1702)
- William Alexander, generale statunitense (n. 1726)
- Bartolomeo Altomonte, pittore austriaco (n. 1694)
- Gherardo degli Angioli, poeta italiano (n. 1705)
- Luigi Calza, medico italiano (n. 1737)
- Chang Naizhou, insegnante cinese (n. 1724)
- Giacinto Fabbroni, pittore italiano (n. 1711)
- Agostino Fiorilli, attore teatrale italiano
- Niccolò Franchini, pittore e restauratore italiano (n. 1704)
- Giovanni Antonio Galliari, pittore e scenografo italiano (n. 1714)
- Francis Harwood, scultore britannico (n. 1727)
- Johann Adolf Hasse, compositore tedesco (n. 1699)
- Antonio Landi, poeta, letterato e drammaturgo italiano (n. 1725)
- Marianne Loir, pittrice francese (n. 1705)
- Francesco Londonio, pittore italiano (n. 1723)
- Martín de Mayorga, generale spagnolo (n. 1721)
- Pedro Messía de la Cerda (n. 1700)
- Georg-Michael Moser, incisore svizzero (n. 1705)
- Ferenc III Nádasdy, militare ungherese (n. 1708)
- Nikita Ivanovič Panin, politico e diplomatico russo (n. 1718)
- Gaetano Perego, pittore italiano
- Felice Polanzani, incisore italiano (n. 1700)
- James Price, chimico e alchimista britannico (n. 1752)
- Ahmed Resmî Efendi, politico, diplomatico e scrittore ottomano (n. 1700)
- Jean-Baptiste Sahuguet d'Amarzit d'Espagnac, militare francese (n. 1713)
- Ahaya Secoffee, condottiero nativo americano (n. 1710)
- Bianca Maria di Sinzendorf-Neuburg, nobile italiana (n. 1717)
- Violante Beatrice Siries, pittrice italiana (n. 1709)
- Jeremiah Sisson, artigiano inglese (n. 1720)
- Ignacio de Arteaga, navigatore e esploratore spagnolo (n. 1731)

## Calendario
| Calendario 1783 | Calendario 1783 | Calendario 1783 | Calendario 1783 | Calendario 1783 | Calendario 1783 | Calendario 1783 | Calendario 1783 | Calendario 1783 | Calendario 1783 | Calendario 1783 | Calendario 1783 | Calendario 1783 | Calendario 1783 | Calendario 1783 | Calendario 1783 | Calendario 1783 | Calendario 1783 | Calendario 1783 | Calendario 1783 | Calendario 1783 | Calendario 1783 | Calendario 1783 | Calendario 1783 | Calendario 1783 | Calendario 1783 | Calendario 1783 | Calendario 1783 | Calendario 1783 | Calendario 1783 | Calendario 1783 | Calendario 1783 | Calendario 1783 |
| --------------- | --------------- | --------------- | --------------- | --------------- | --------------- | --------------- | --------------- | --------------- | --------------- | --------------- | --------------- | --------------- | --------------- | --------------- | --------------- | --------------- | --------------- | --------------- | --------------- | --------------- | --------------- | --------------- | --------------- | --------------- | --------------- | --------------- | --------------- | --------------- | --------------- | --------------- | --------------- | --------------- |
|                 | 1               | 2               | 3               | 4               | 5               | 6               | 7               | 8               | 9               | 10              | 11              | 12              | 13              | 14              | 15              | 16              | 17              | 18              | 19              | 20              | 21              | 22              | 23              | 24              | 25              | 26              | 27              | 28              | 29              | 30              | 31              |                 |
| Gennaio         | Me              | Gi              | Ve              | Sa              | Do              | Lu              | Ma              | Me              | Gi              | Ve              | Sa              | Do              | Lu              | Ma              | Me              | Gi              | Ve              | Sa              | Do              | Lu              | Ma              | Me              | Gi              | Ve              | Sa              | Do              | Lu              | Ma              | Me              | Gi              | Ve              |                 |
| Febbraio        | Sa              | Do              | Lu              | Ma              | Me              | Gi              | Ve              | Sa              | Do              | Lu              | Ma              | Me              | Gi              | Ve              | Sa              | Do              | Lu              | Ma              | Me              | Gi              | Ve              | Sa              | Do              | Lu              | Ma              | Me              | Gi              | Ve              |                 |                 |                 |                 |
| Marzo           | Sa              | Do              | Lu              | Ma              | Me              | Gi              | Ve              | Sa              | Do              | Lu              | Ma              | Me              | Gi              | Ve              | Sa              | Do              | Lu              | Ma              | Me              | Gi              | Ve              | Sa              | Do              | Lu              | Ma              | Me              | Gi              | Ve              | Sa              | Do              | Lu              |                 |
| Aprile          | Ma              | Me              | Gi              | Ve              | Sa              | Do              | Lu              | Ma              | Me              | Gi              | Ve              | Sa              | Do              | Lu              | Ma              | Me              | Gi              | Ve              | Sa              | Do              | Lu              | Ma              | Me              | Gi              | Ve              | Sa              | Do              | Lu              | Ma              | Me              |                 |                 |
| Maggio          | Gi              | Ve              | Sa              | Do              | Lu              | Ma              | Me              | Gi              | Ve              | Sa              | Do              | Lu              | Ma              | Me              | Gi              | Ve              | Sa              | Do              | Lu              | Ma              | Me              | Gi              | Ve              | Sa              | Do              | Lu              | Ma              | Me              | Gi              | Ve              | Sa              |                 |
| Giugno          | Do              | Lu              | Ma              | Me              | Gi              | Ve              | Sa              | Do              | Lu              | Ma              | Me              | Gi              | Ve              | Sa              | Do              | Lu              | Ma              | Me              | Gi              | Ve              | Sa              | Do              | Lu              | Ma              | Me              | Gi              | Ve              | Sa              | Do              | Lu              |                 |                 |
| Luglio          | Ma              | Me              | Gi              | Ve              | Sa              | Do              | Lu              | Ma              | Me              | Gi              | Ve              | Sa              | Do              | Lu              | Ma              | Me              | Gi              | Ve              | Sa              | Do              | Lu              | Ma              | Me              | Gi              | Ve              | Sa              | Do              | Lu              | Ma              | Me              | Gi              |                 |
| Agosto          | Ve              | Sa              | Do              | Lu              | Ma              | Me              | Gi              | Ve              | Sa              | Do              | Lu              | Ma              | Me              | Gi              | Ve              | Sa              | Do              | Lu              | Ma              | Me              | Gi              | Ve              | Sa              | Do              | Lu              | Ma              | Me              | Gi              | Ve              | Sa              | Do              |                 |
| Settembre       | Lu              | Ma              | Me              | Gi              | Ve              | Sa              | Do              | Lu              | Ma              | Me              | Gi              | Ve              | Sa              | Do              | Lu              | Ma              | Me              | Gi              | Ve              | Sa              | Do              | Lu              | Ma              | Me              | Gi              | Ve              | Sa              | Do              | Lu              | Ma              |                 |                 |
| Ottobre         | Me              | Gi              | Ve              | Sa              | Do              | Lu              | Ma              | Me              | Gi              | Ve              | Sa              | Do              | Lu              | Ma              | Me              | Gi              | Ve              | Sa              | Do              | Lu              | Ma              | Me              | Gi              | Ve              | Sa              | Do              | Lu              | Ma              | Me              | Gi              | Ve              |                 |
| Novembre        | Sa              | Do              | Lu              | Ma              | Me              | Gi              | Ve              | Sa              | Do              | Lu              | Ma              | Me              | Gi              | Ve              | Sa              | Do              | Lu              | Ma              | Me              | Gi              | Ve              | Sa              | Do              | Lu              | Ma              | Me              | Gi              | Ve              | Sa              | Do              |                 |                 |
| Dicembre        | Lu              | Ma              | Me              | Gi              | Ve              | Sa              | Do              | Lu              | Ma              | Me              | Gi              | Ve              | Sa              | Do              | Lu              | Ma              | Me              | Gi              | Ve              | Sa              | Do              | Lu              | Ma              | Me              | Gi              | Ve              | Sa              | Do              | Lu              | Ma              | Me              |                 |